# Sắt amoni citrate
Sắt amoni citrate có công thức (NH 4) 5 [Fe (C 6 H 4 O 7) 2 ]. Một đặc điểm khác biệt của hợp chất này là nó rất dễ hòa tan trong nước, trái ngược với ferric citrate không hòa tan lắm.
Trong cấu trúc tinh thể của nó, mỗi phân tử axit citric đã mất bốn proton và các nhóm hydroxyl bị khử liên kết hoạt động như các phối tử cùng với bốn nhóm carboxylate; hai nhóm carboxylate không được phối hợp với ion sắt.

## Công dụng
Sắt amoni citrate có một loạt các công dụng, bao gồm:
- Là một phụ gia thực phẩm, nơi nó có số E E381, và được sử dụng như một chất điều chỉnh độ axit. Đáng chú ý nhất được sử dụng trong đồ uống Scotland Irn-Bru.
- Lọc nước.
- Là một chất khử các muối kim loại có hoạt tính thấp như vàng và bạc.
- Với kali ferricyanide là một phần của quá trình chụp ảnh cyanotype.
- Được sử dụng trong độ sâu của sắt Kligler để xác định sản xuất hydro sulfide trong chuyển hóa vi sinh vật.
- Trong hình ảnh y tế, ammonium ferric citrate được sử dụng làm chất cản quang.
- Là một hematinic.[2]